# Visita de Fidel Castro a Xile el 1971
La visita de Fidel Castro a Xile el 1971 va ser un dels esdeveniments més rellevants durant el govern de la Unitat Popular. El líder de la Revolució Cubana va visitar per primera vegada Xile entre el 10 de novembre, dia en què va ser rebut per Salvador Allende a l'Aeroport de Santiago, i el 4 de desembre, quan va abandonar el país l'endemà passat del seu discurs de comiat a l'Estadi Nacional. Durant la visita, que es va estendre més de tres setmanes, es van establir les bases de la cooperació mútua entre els processos polítics liderats per Allende i Castro, que a mitjà termini seria decisiva per al progrés del socialisme a Xile.

## Antecedents
El 1970, el flamant president de Xile Salvador Allende, militant del Partit Socialista, va restaurar les relacions diplomàtiques d'aquest país amb Cuba, les quals estaven interrompudes des de 1964. El gener de 1971, el govern cubà va comunicar que el primer ministre i primer secretari del Comitè Central del Partit Comunista de Cuba, Fidel Castro, visitaria Xile. El 8 de novembre de 1971, l'ambaixada de Cuba a Xile va comunicar al Ministeri de Relacions Exteriors xilè que la comitiva cubana arribaria dos dies més tard, el 10 de novembre, a les 17.00 hora xilena, i que la visita s'estendria deu dies. Castro va arribar en un avió Ilyushin Il-62 a l'Aeroport de Pudahuel, a Santiago de Xile, essent rebut per Allende. La delegació de Cuba estava composta per 45 persones, entre les quals hi havia funcionaris de govern, personal de la seguretat, personal mèdic i «tropa d'assalt» camuflada com a reporters i periodistes. Entre els alts funcionaris cubans que van visitar Xile estaven Armando Hart, els comandants Pedro Miret Prieto (ministre de Mineria), Belarmino Castella Mas (ministre d'Educació), Arnaldo Ochoa Sánchez (cap de l'Exèrcit de l'Havana), José Abrantes (viceministre de l'Interior), Mario García Incháustegui (ambaixador a Xile), Roberto Meléndez (director de Protocol) i José Miyar Barruecos (rector de la Universitat de l'Havana).

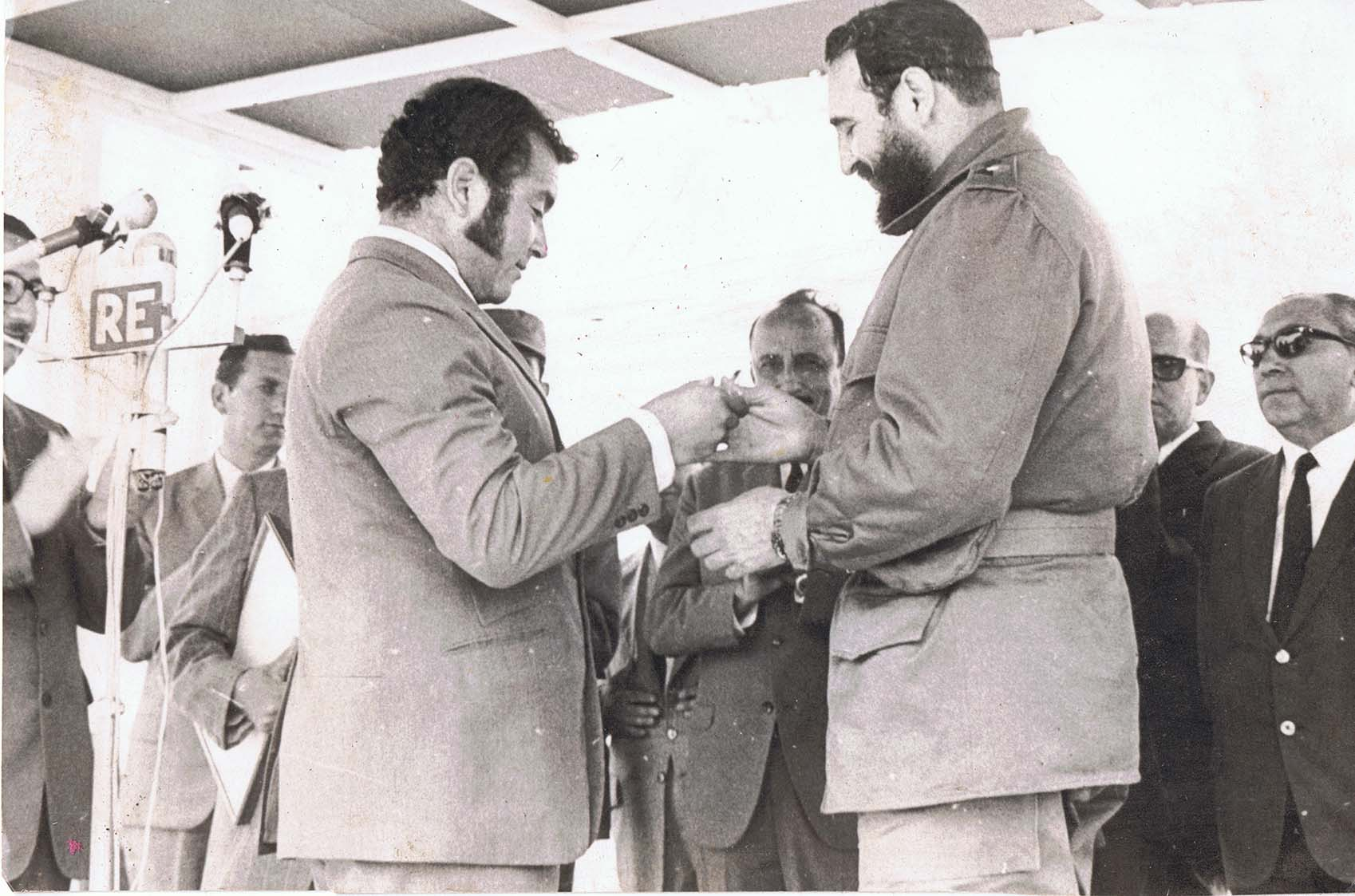
Castro amb l'alcalde d'Antofagasta, Germán Miric Vega.

## Itinerari

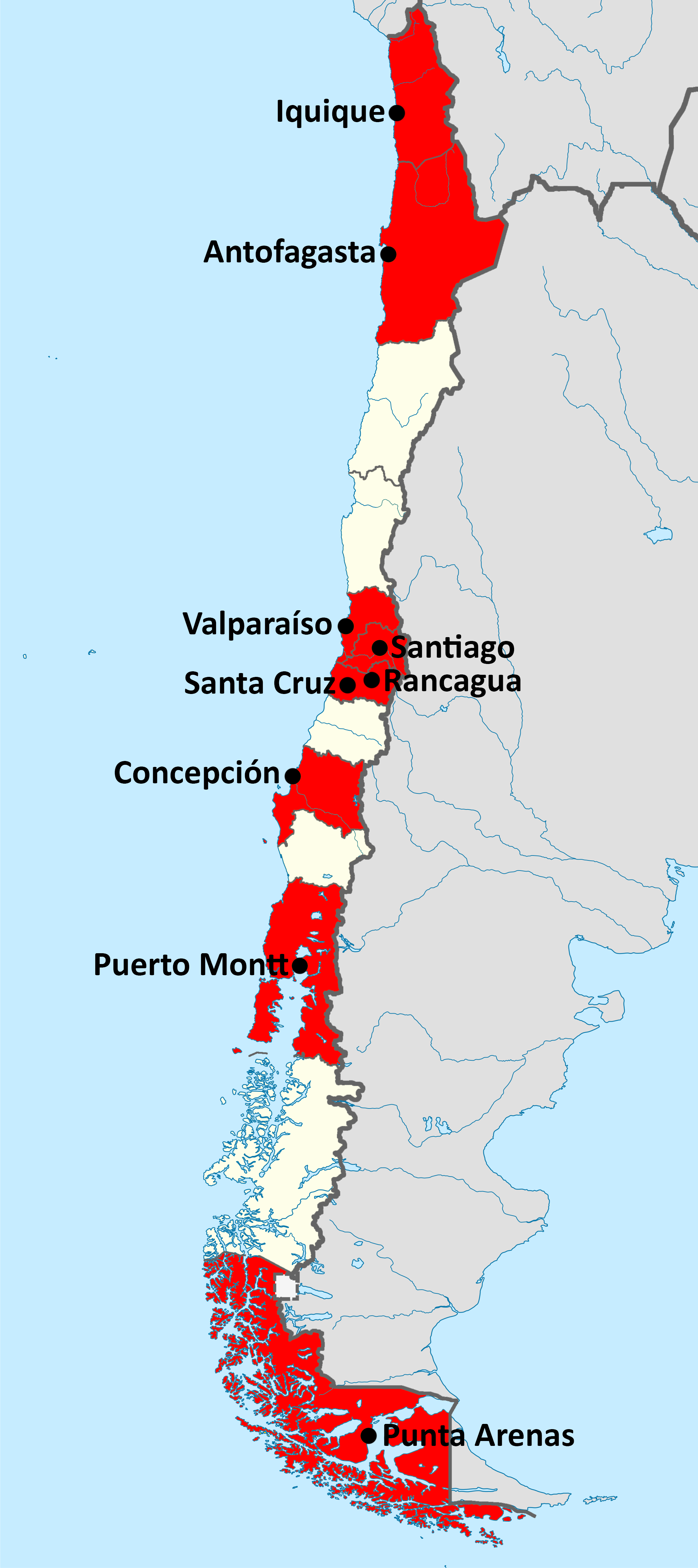
Mapa amb la ubicació de les ciutats que va visitar Fidel Castro a Xile

Durant els 24 dies que Castro va estar a Xile, va recórrer ciutats de nord, centre i sud del país, on va ser rebut per concentracions massives de persones, va visitar fàbriques, mines i oficines salitreres i diversos centres universitaris, essent el més emblemàtic la trobada amb joves militants a la Universitat de Concepción.
| Data              | Ciutat       | Activitats |
| ----------------- | ------------ | --- |
| 10 de novembre    | Santiago     | Benvinguda a l'Aeroport de Pudahuel, recorregut per la ciutat de Santiago. Reunió amb el president Salvador Allende a la casa de Tomás Moro.                   |
| 11 de novembre    | Santiago     | Reunió amb el president Allende al Palacio de la Moneda. |
| 12 de novembre    | Antofagasta  | Acte a la Plaça Colón d'Antofagasta i concentració a l'estadi Sokol.                                                                                           |
| 13 de novembre    | Antofagasta  | Visita a Tocopilla i a les oficines salitreres Pedro de Valdivia i María Elena.                                                                                |
| 14-15 de novembre | Antofagasta  | Visita a la mina de Chuquicamata. |
| 16 de novembre    | Iquique      | Missatge als pescadors. Visita a les drassanes, port i indústries. Concentració a la Plaça Prat.                                                               |
| 17 de novembre    | Concepción   | Concentracions a l'Estadi Municipal i la planta siderúrgica de Huachipato.                                                                                     |
| 18 de novembre    | Concepción   | Conversa amb estudiants de la Universitat de Concepción. Concentracions a Playa Blanca (Lota) i Tomé.                                                          |
| 18 de novembre    | Puerto Montt | Visita a la ciutat juntament amb el president Allende. |
| 19 de novembre    | Puerto Montt | Acte militar. |
| 20-21 de novembre | Punta Arenas | Visita a la ciutat juntament amb el president Allende. Discurs al Centre Oví de Río Verde.                                                                     |
| 22 de novembre    | Punta Arenas | Trobada amb treballadors petroliers a la Terra del Foc. |
| 24 de novembre    | Rancagua     | Visita a la mina El Teniente, Caletones i Coya. Discurs davant miners a la Plaça O'Higgins de Sewell. Visita a la ciutat de Rancagua i acte a l'Estadi Braden. |
| 25 de novembre    | Santa Cruz   | Dinar amb treballadors camperols. |
| 25 de novembre    | Santiago     | Discurs a la municipalitat de Santiago. |
| 28 de novembre    | Santiago     | Visita a Sant Miguel. |
| 29 de novembre    | Santiago     | Discurs a la seu de la CEPAL, diàleg amb estudiants de la Universitat Tècnica de l'Estat i concentració a l'Estadi Santa Laura .                               |
| 30 de novembre    | Valparaíso   | Concentració a la Plaça Sotomayor. |
| 2 de desembre     | Santiago     | Trobada de comiat a l'Estadi Nacional de Xile. |
| 3 de desembre     | Santiago     | Conferència de premsa. |
| 4 de desembre     | Santiago     | Enlairament de la comitiva cubana des de Pudahuel. |